# His Last Race
His Last Race er en amerikansk stumfilm fra 1923 af Reeves Eason og Howard Mitchell.

## Medvirkende
- Snowy Baker som Carleton
- Gladys Brockwell som Mary
- William Scott som Stewart
- Harry Depp som Denny
- Pauline Starke
- Robert McKim som Tim Bresnahan
- Noah Beery som Packy Sloane
- Tully Marshall som Mr. Strong